# Anna-Lena Stolze
Anna-Lena Stolze (Lübeck, 8 juli 2000) is een Duits voetbalspeelster. Ze speelde van 2020 tot 2024 als aanvaller voor FC Twente in de Vrouwen Eredivisie.

## Clubcarrière
Anna-Lena Stolze begon in 2015 in een jongensteam van ATSV Stockelsdorf met voetballen. Vervolgens stapte ze over naar VfL Wolfsburg waar ze een driejarig contract tekende. Stolze verlengde haar contract tot 2022 bij VfL Wolfsburg, maar om aan spelen toe te komen werd ze uitgeleend aan FC Twente. Daarmee speelt Stolze in de Nederlandse Vrouwen Eredivisie. In de openingswedstrijd van seizoen 2020–21 scoort Stolze na drie minuten het openingsdoelpunt. Aan het einde van het seizoen was Stolze belangrijk voor FC Twente door in de kampioenswedstrijd tegen ADO Den Haag het winnende doelpunt te maken. Op 1 juni 2022 tekende Stolze een contract bij FC Twente, dat haar definitief overnam van VfL Wolfsburg. Door blessureleed kwam Stolze in de seizoenen 2022/23 en 2023/24 maar weinig aan spelen toe bij FC Twente.
Stolze maakte op 14 mei 2024, nadat ze drie dagen eerder opnieuw kampioen met FC Twente van de Vrouwen Eredivisie was geworden, de overstap naar 1. FC Köln waarmee ze terugkeerde naar haar geboorteland. In Keulen tekende ze een contract tot medio 2026.

## Statistieken
| Seizoen | Club          | Land      | Competitie         | Wedstrijden | Doelpunten |
| ------- | ------------- | --------- | ------------------ | ----------- | ---------- |
| 2015/16 | Wolfsburg II  | Duitsland | Bundesliga II      | 6           | 0          |
| 2016/17 | Wolfsburg II  | Duitsland | Bundesliga II      | 10          | 4          |
| 2017/18 | Wolfsburg II  | Duitsland | Bundesliga II      | 13          | 15         |
| 2017/18 | VfL Wolfsburg | Duitsland | Bundesliga         | 1           | 0          |
| 2018/19 | Wolfsburg II  | Duitsland | Bundesliga II      | 15          | 7          |
| 2018/19 | VfL Wolfsburg | Duitsland | Bundesliga         | 2           | 0          |
| 2019/20 | Wolfsburg II  | Duitsland | Bundesliga II      | 9           | 5          |
| 2019/20 | VfL Wolfsburg | Duitsland | Bundesliga         | 1           | 0          |
| 2019/20 | FC Twente     | Nederland | Eredivisie         | 1           | 2          |
| 2020/21 | FC Twente     | Nederland | Eredivisie         | 18          | 10         |
| 2021/22 | FC Twente     | Nederland | Eredivisie         | 22          | 7          |
| 2022/23 | FC Twente     | Nederland | Vrouwen Eredivisie | 3           | 0          |
| 2023/24 | FC Twente     | Nederland | Vrouwen Eredivisie | 9           | 0          |
| 2024/25 | 1. FC Köln    | Duitsand  | Bundesliga         | 0           | 0          |
| Totaal  | Totaal        | Totaal    | Totaal             | 110         | 50         |

Laatste update: 14 mei 2024

## Interlands
Stolze speelde voor het Duitse vrouwenelftal O15, O16, O17 en O19, en voor Wolfsburg in de Champions League.